# Металлург (футбольный клуб, Ермак)
«Металлург» — советский футбольный клуб из города Ермак (ныне — Аксу). Основан не ранее 1968 года.
В 1968—1970, 1990—1991 годах играл в первенстве СССР.

## Достижения
- В первенстве СССР — 14-е место в зональном турнире Класса «Б» (Д-3): 1968

## Результаты
| Сезон | Лига                        | Уровень | Место    | И  | В  | Н  | П  | Мячи  | О  |
| ----- | --------------------------- | ------- | -------- | -- | -- | -- | -- | ----- | -- |
| 1968  | Класс «Б», зона «Казахстан» | 3       | 14 из 21 | 40 | 13 | 7  | 20 | 36-43 | 33 |
| 1969  | Класс «Б», зона «Казахстан» | 3       | 15 из 21 | 40 | 7  | 17 | 16 | 24-44 | 31 |
| 1970  | Класс «Б», зона «Казахстан» | 4       | 12 из 16 | 30 | 7  | 10 | 13 | 34-45 | 24 |
|       |                             | 4       |          |    |    |    |    |       |    |
| 1990  | Вторая низшая лига, зона 8  | 4       | 9 из 19  | 36 | 16 | 5  | 15 | 58-46 | 37 |
| 1991  | Вторая низшая лига, зона 8  | 4       | 10 из 19 | 36 | 16 | 4  | 16 | 63-59 | 36 |

## Известные тренеры
- Линчевский, Владимир Викторович.

## Известные игроки
- Антонов, Виктор Васильевич;
- Байсуфинов, Талгат Маруанович.